# Brodick
Brodick is een plaats op het Schotse eiland Arran. Brodick ligt aan de voet van Goat Fell, het hoogste punt van het eiland. De naam van Brodick is afgeleid van het Oudnoordse "breda-vick", wat "brede baai" betekent. Het is na Lamlash het tweede dorp van het eiland. Brodick heeft 890 inwoners.
Brodick is de plaats waar de veerboot uit Ardrossan aanmeert, waarmee de verbinding naar het vasteland van Schotland wordt gemaakt. De plaats ligt aan de A841, de hoofdweg van het eiland, die van noord naar zuid loopt langs de oostkust van het eiland. Bij Brodick start ook de B880, die dwars over het eiland naar Blackwaterfoot loopt. 

## Toerisme
Brodick is een populaire vakantiebestemming en het toerisme is dan ook de belangrijkste bron van inkomsten voor het dorp. Er zijn een aantal grote hotels, winkeltjes en een bed and breakfast.
Brodick Castle is de voormalige verblijfplaats van de Hertog van Hamilton. Het is nu eigendom van National Trust for Scotland en is in de zomer geopend voor publiek. 

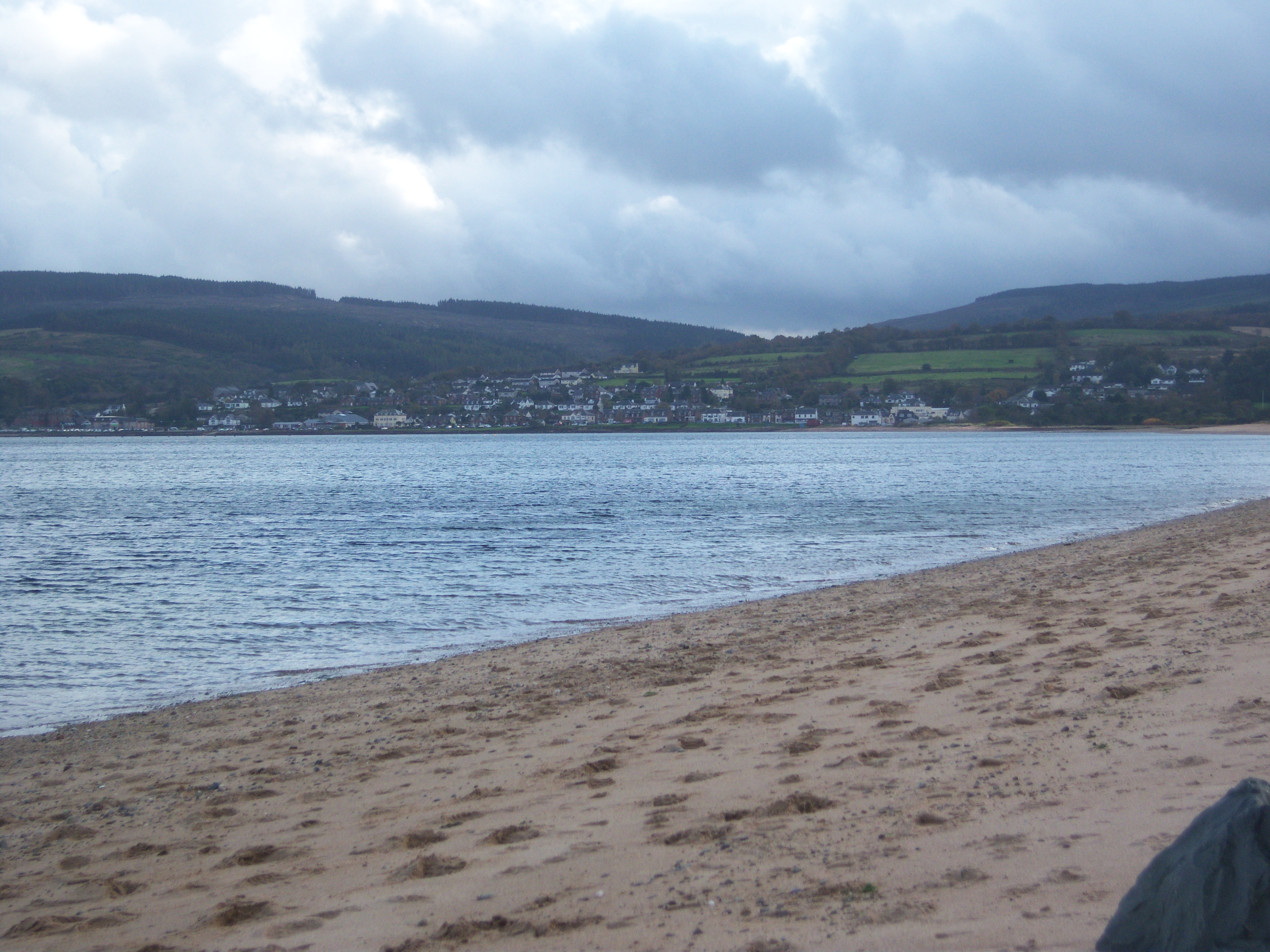
Brodick, gezien vanaf Cladach Beach

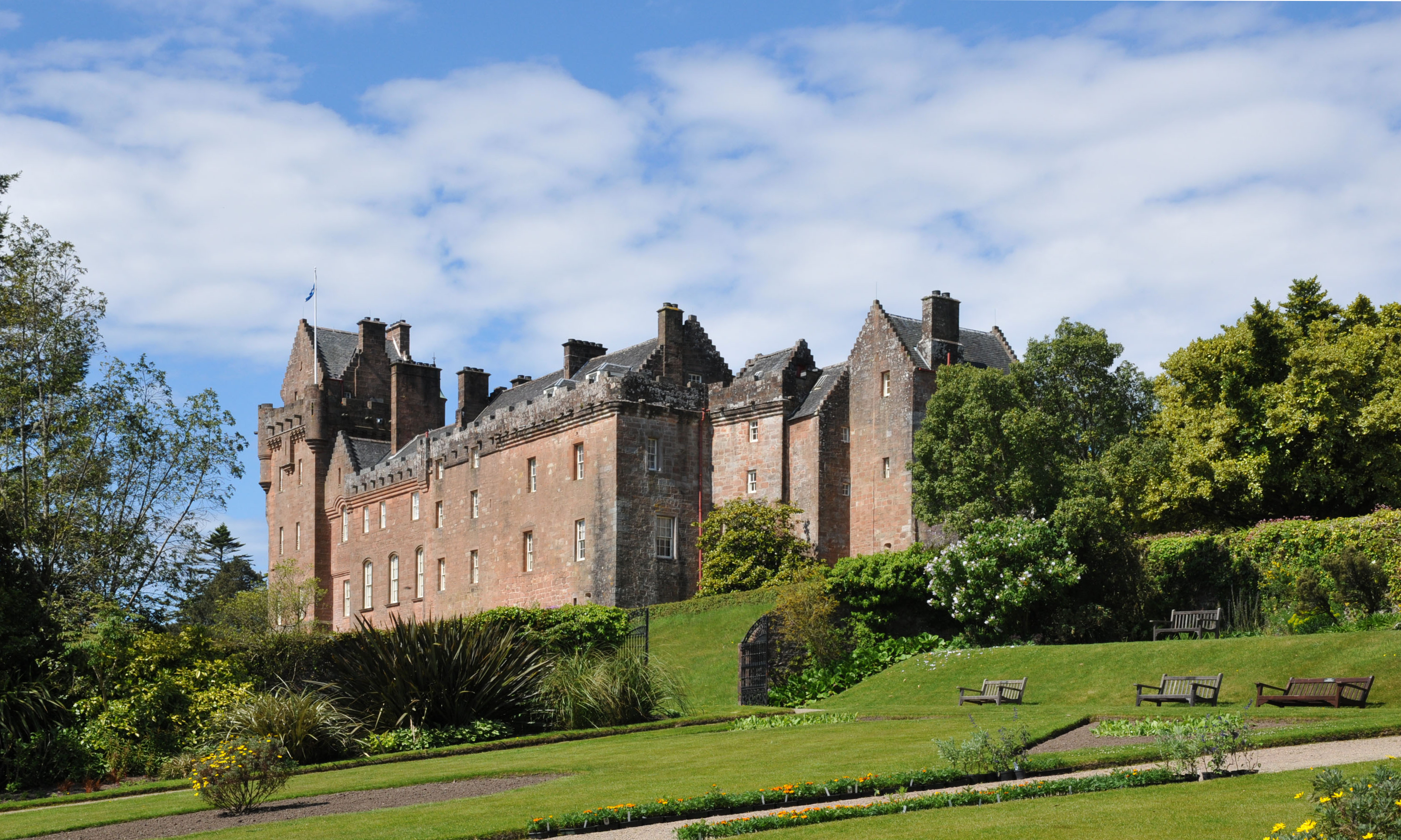
Brodick Castle